# Pampa de Olaen

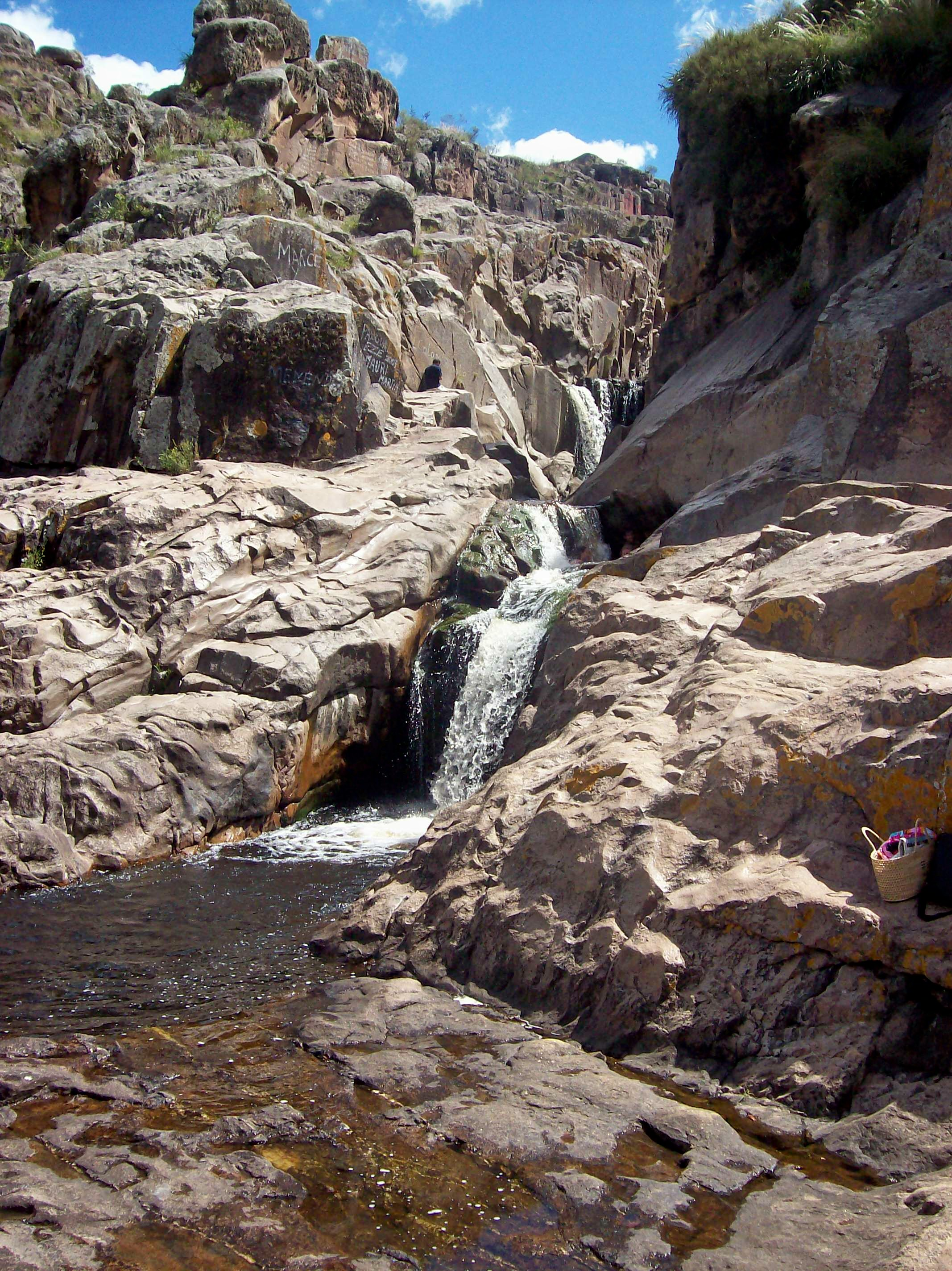
Cascada de Olaen.

La pampa de Olaen, es una planicie a unos 1000 m s. n. m.  ubicada en el departamento Punilla, provincia de Córdoba en la zona central de Argentina. 
La pampa se encuentra al noreste de la Sierra Grande (o sierra de Achala). La pampa está formada por material erosionado proveniente de las penillanuras de las cumbres de las sierras. Al sur de la Pampa de Olaen se encuentra el cerro Pocho, y al norte el cerro Perchel, mientras que en dirección este la define el valle de Punilla. La pampa se encuentra a una elevación de 1150 m s. n. m., en la región se encuentran explotaciones mineras de wolframita y scheelita. 
La pampa se encuentra mayormente recubierta de pastizales y algunas especies leñosas. Por sus características y clima benigno la pampa de Olaen se prestó para el establecimiento de culturas al contar con acceso directo a los pastizales de la zona y otros recursos.
En esta pampa también se encuentra en el paraje Ayampitín, el yacimiento arqueológico de Intihuasi (el nombre quechua o "runa simi" es extranjero y relativamente reciente) , que se remonta al 6000 a. C.. Este yacimiento de la cultura ayampitiense al parecer antecesores de los Henîa-Kamîare, indica que se dedicaban a la caza con  lanzadardos y que molían las semillas con molinos ("morteros") planos de piedra. A la vera de esta pampa, transcurre el antiguo Camino Real  que unía Buenos Aires con el Noroeste Argentino, en sus proximidades se yergue la pequeña capilla de Santa Bárbara construida en 1748-1756.